# Bohumil Durdis
Bohumil Durdis (født 1. marts 1903, død 16. marts 1983 i København) var en tjekkoslovakisk vægtløfter, som deltog i de olympiske lege i 1924 i Paris.

## Sportskarriere
Durdis vandt bronze ved VM i 1923 i letvægt, og ved OL 1924 i Paris, hvor der ikke var nogen entydig favorit, vandt franskmanden Edmond Décottignies guld med 440,0 kg, mens østrigeren Anton Zwerina blev toer med 427,5 kg, og Durdis fik bronze med 425,0 kg.

## Videre liv
Efter anden verdenskrig emigrerede han og bosatte sig i København, Danmark.

## OL-medaljer
- 1924  Frankrig Paris –  Bronze i vægtløftning, letvægt